# Arariki

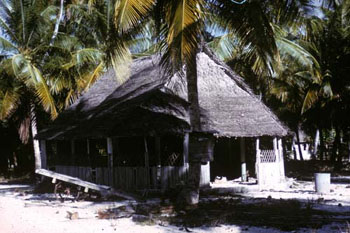
Det före detta postkontoret i Arariki

Arariki är en före detta bosättning, tillika före detta huvudort, på den numera obebodda atollen Orona som ingår i ögruppen Phoenixöarna som i sin tur tillhör östaten Kiribati. Bosättningen var belägen på atollens västra strand.
Arariki grundades 1938 av den brittiske officeren Henry Evans Maude som en av tre nygrundade byar som ingick i det så kallade Phoenix Islands Settlement Scheme, ett initiativ av den dåvarande brittiska administrationen som hade till syfte att flytta en del av befolkningen från den överbefolkade ögruppen Gilbertöarna till det i stort sett helt obebodda Phoenixöarna. 1939 hade Arariki 85 invånare och 1940 hade befolkningen växt till 394 och Arariki lyckades under större delen av 40-talet uppnå total självförsörjning på mat. 1951 hade antalet invånare vuxit till hela 560 personer, den ökade befolkningen blev dock med tiden ett problem eftersom Orona saknade resurser i form av mat och färskvatten för att upprätthålla en sådan stor befolkning och invånarna blev därmed beroende av brittiskt stöd av förnödenheter. Projektet med Phoenix Islands Settlement Scheme övergavs slutligen 1963, varpå samtliga Ararikis invånare evakuerades därifrån. Arariki har sedan dess, med undantag för några korta perioder, stått obebodd.